# Amy Carmichael
Amy Wilson Carmichael (16 desembre 1867 – 18 gener 1951) fou una missionera cristiana protestant en l'Índia, la qual hi obrí un orfenat i hi fundà una missió en Dohnavur. Serví en l'Índia durant cinquanta-cinc anys sense permís i escrigué molts de llibres sobre la tasca missionera.

## Primers anys
Amy Wilson Carmichael va néixer el 1867 en el petit poble de Millisle, comtat de Down (Irlanda). Els pares eren David Carmichael, moliner de professió, i Catherine. Els pares eres presbiterians devots i ella fou la major de set infants. Una possible història apòcrifa diu que de nena sempre volia tenir els ulls blaus i no marrons, així que pregava sovint a Jesús que els hi canviés, però es decebé quan s'adonà que mai no passaria. De gran, però, reconegué que, possiblement, el fet de tenir ulls marrons l'ajudà a ser més acceptada en l'Índia.
Quan n'Amy era jove, assistí al Harrogate Ladies College durant quatre anys. Fou allí que es convertí al cristianisme.
Quan tenia setze anys, la família es traslladà a Belfast (Irlanda del Nord) i dos anys més tard el pare hi morí. En Belfast, els Carmichael fundaren la Welcome Evangelical Church i cap a mitjà 80s del s. XIX engegaren un curs dominical per a les 'xalaires' (filles de moliners que portaven xals en comptes de barrets), el qual l'impartien en l'atri de l'església presbiteriana del carrer Rosemary. Aquesta missió més creixia com més anava fins al punt que els calia una sala que pogués rebre cinc-centes persones assegudes. Per aquell temps, Amy veié un anunci en The Christian sobre la possibilitat de bastir una sala de ferro que pogués albergar cinc-centes persones assegudes per 500 lliures esterlines. Dues donacions, 500 lliures de na Kate Mitchell i un solar d'un moliner, feren possible la construcció del primer "Welcom Hall" en la cantonada del carrer Cambrai amb el carrer Heather Street, el 1887.
N'Amy exercí en Welcome fins al 1889, quan rebé l'encàrrec de treballar amb les molineres de Manchester, i s'hi desplaçà en comissió missionera, tot i que en molts aspectes no semblava la persona més adient per a una activitat missionera perquè, a més, patia de neuràlgia -una malaltia nerviosa que l'afeblia i l'omplia de dolors i que sovint la feia enllitar durant setmanes-. Fou el 1887 que, en la Convenció Keswick, sentir a parlar en Hudson Taylor, fundador de la China Inland Mission, sobre la tasca missionera. Llavors s'inscrigué per anar-hi i visqué a Londres en la casa d'entrenament per a dones, en què conegué l'autora i missionera en Xina, Mary Geraldine Guinness, la qual l'encoratjà en el seu propòsit de fer-se missionera. Quan s'havia decidit a navegar fins l'Àsia, la seva salut s'afeblí i no se sentia amb prou forces, així que ho posposà i s'uní més tard a la Church Missionary Society.

## Tasca en l'Índia
En principi, Carmichael s'estigué al Japó durant quinze mesos, però se sentí malalta i tornà a casa. Després d'un breu període de servei en Ceilan (actual Sri Lanka), se n'anà cap a Bangalore (Índia) per motius de salut i allí trobà la seva vocació per a tota la vida i s'hi convertí en comissionada de la Church of England Zenana Mission. La tasca més destacada de Carmichael fou amb les nenes i noies, algunes de les quals fores salvades de tradicions que, en la pràctica, les abocaven a la prostitució. Els infants dels temples hindús eren sobretot noies joves, normalment forçades a la prostitució a fi de guanyar diners per als sacerdots.
Carmichael fundà la Comunitat Dohnavur el 1901 per a continuar la seva tasca, tal com recollí a The Gold Cord (1932). Un dels seus treballs primerencs i molt popular de la seva tasca fou Things as they are: Mission work in southern India (1903).
Dohnavur és en Tamil Nadu, el nom de la qual deriva del Comte Dohna qui, inicialment, hi fundà una missió alemanya a començaments del s. XIX i en la que el reverend Thomas Walker establí una escola.
La comunitat de Carmichael transformà Dohnavur en un santuari per a més de mil criatures que d'altra manera haurien d'haver afrontat un futur molt fosc. N'Amy sempre deia que el seu ministeri de rescatar infants del temple començà amb una nena que es deia Preena, que la feren serventa del temple contra el propi desig i finalment en fugí. Així, ella li donà refugi i s'oposà a les amenaces dels qui insistien que la nena havia de tornar, o bé directament al temple per a continuar amb les obligacions sexuals o a la seva família per a un retorn posterior al temple, igualment.
El nombre d'aquesta mena d'acollides s'enfilà ràpidament arran del començament del nou ministeri de n'Amy, i quan demanaven a les criatures el perquè d'anar-s'hi, la resposta era sempre la mateixa: "Per amor. Amma (Amy) ens estimava".
Com a senyal de respecte de la cultura índia, els membres de l'organització vestien robes índies i donaven als infants rescatats noms indis. Carmichael mateixa vestia roba índia, s'enfosquí la pell amb marro de cafè i molt sovint viatjava llargues distàncies sota la calor de l'Índia per a salvar del sofriment ni que fos una sola criatura.
Durant el servei en l'Índia, n'Amy rebé una lletra d'una dama jove que sospesava de fer-se missionera. Li demanava "com és la vida d'una missionera?" i n'Amy li respongué senzillament: "La vida de missionera és simplement una oportunitat de morir".
Tot amb tot, el 1912 la reina Mary en reconegué la tasca missionera i ajudà a fundar un hospital en Dohnavur. Cap el 1913 la comunitat de Dohnavur atenia cent-trenta nenes i el 1918 hi afegí una llar per a nois joves, molts d'ells nats de les antigues prostitutes dels temples. Entretant, el 1916 n'Amy creà un orde religiós protestant anomenat Germanes de la Vida Comuna.

## Darrers dies i llegat
A causa d'una caiguda, el 1931 Carmichael resultà greument ferida, la qual cosa la mantingué enllitada la major part dels vint anys de vida que li restaven. Malgrat tot, això no l'aturà pas de continuar escrivint, de fet li publicaren setze llibres més, entre els quals His thougthts said... His father said (1951) If (1953), Edges of his ways (1955) i God's missionary (1957), així com revisà d'altres que havia publicat prèviament.
Els seus biògrafs difereixen en el nombre de treballs publicats, que van des dels trenta-sis fins als setanta-dos, tot i que molt pocs són encara publicats actualment.
Carmichael traspassà en l'Índia el 1951, a l'edat de 83 anys. Demanà que no posessin cap làpida sobre la seva tomba, això no obstant, els infants de què havia tingut cura hi bastiren un abeurador d'ocells amb la inscripció Amma, que vol dir ‘mare’ en llengua tàmil.
El seu exemple missioner inspirà d'altres a perseverar en una vocació similar (com ara Jim Elliot i Elisabeth Elliot, la seva esposa).
Nombroses planes web hi inclouen citacions dels treballs de Carmichael com ara:
«És un camí segur de creure en Ell per a dur a terme els desig que Ell hi crea»
L'Índia il·legalitzà la prostitució ritual el 1984, això però, la Comunitat Dohnavur encara funciona i dona suport a vora 500 persones en quatre-cents acres amb setze llars d'infants i un hospital. Les dones rescatades hi poden restar, anar-se’n o regressar-hi amb ocasió de moments de celebració, com ara el temps de Nadal.
La fundació és ara dirigida per indis sota la jurisdicció de la diòcesi CSI Tirunelveli, creada el 1896.
L'adaptació a la legalitat índia obliga a enviar totes les criatures, nascudes o rebudes en Dohnavur, a escola fins al 6è grau d'ensenyament.
A més, des del 1982, els nadons mascles que hi neixen són donats en adopció més que no pas resten a la comunitat.